# Niwelacja hydrodynamiczna
Podstawą tego typu niwelacji jest ciecz – woda. Posiada ona tę specyficzna własność, iż dzięki sile oddziaływań międzycząsteczkowych przeciwstawia się siłom mającym za cel zmianę jej objętości, natomiast odwrotnie jest jeżeli chodzi o zmianę jej kształtu. W wyniku tego, też bardzo łatwo ulega wpływom zjawisk naturalnych takich jak: grawitacja ziemska, przyciąganie Słońca i Księżyca, wiatr, ciśnienie atmosfery, ruchu obrotowy Ziemi.
Opis tego jak te zjawiska wpływają na powierzchnie wody, i jakie wywołują zmiany określa jakościowo i ilościowo niwelacja hydrodynamiczna. Poznanie tych wpływów pozwala na określenie różnic wysokości między punktami oddzielonymi od siebie przeszkodami które wykluczają użycie tradycyjnych technik pomiaru takich jak: niwelacja geometryczna czy trygonometryczna. Tymi przeszkodami są przede wszystkim szerokie zbiorniki wodne.
Przykładem wykorzystania takiej niwelacji jest połączenie systemów wysokościowych Francji i Wielkiej Brytanii. W tym celu pomiaru wahań przepływu wody wykorzystano metodę elektromagnetyczną. Metoda ta polega na wykorzystaniu zjawiska, gdzie zmiany przepływu wody w kanale la Manche powoduje indukcje prądu w kablu telegraficznym leżącym łączącym  Sangatte/Calais i St. Margaret’s Bay/Dover. Między natężeniem tego prądu a przepływem istnieje proporcjonalność. Korzystając z tej zależności, po skalibrowaniu układu można wyznaczyć parametry opisujące przepływ wody. Wynik z takiego pomiaru należy jeszcze odfiltrować od wpływu innych zjawisk takich jak: prądy telluryczne, wpływ chemiczno-elektrycznych efektów kontaktu obudowy kabla z wodą morską i dobowe zmiany pola magnetycznego Ziemi.
W wyniku tych pomiarów uzyskano następujące wyniki:
- średni wpływ wiatru +1,0 cm
- średni wpływ ciśnienia atmosferycznego -0,3 cm
- średni efekt geostroficzny +5,5 cm
- średni efekt siły odśrodkowej +1,7 cm

Weryfikacją tej metody hydroniwelacji była budowa tunelu pod kanałem La Manche. Ponieważ tunel budowany był z dwóch końców tzw. jednocześnie z Anglii i Francji, niezbędne było wykorzystanie wyników tego typu niwelacji. Na podstawie tej metody powiązania przeciwległych systemów wysokościowych, udało się uzyskać w momencie połączenia błąd wysokościowy 58mm.
Kolejnym przykładem wykorzystania metody niwelacji hydrodynamicznej jest Fehmarn Belt.
W celu powiązania układów na przeciwległych brzegach wykonano następujące pomiary:
- Pomiar poziomu zwierciadła wody w sześciu stacjach brzegowych
- Pomiar prędkości i kierunku przepływu, dokonany na dwóch głębokościach w dwóch punktach pomiarowych
- Pomiar ciśnienia atmosferycznego na stacjach Puttgarden i Rodby Havn
- Pomiar prędkości i kierunku wiatru na tychże stacjach

Niwelacja tego typu pozwala na wyznaczenie przewyższenia między dowolnymi punktami w sieci.
Różnice między punktami na tym samym brzegu wyniosły 0 mm natomiast między przeciwległymi brzegami 76,0 mm. Średni błąd pomiaru wyniósł 2 cm. W odniesieniu do pomiaru metodą niwelacji hydrostatycznej odchyłka wyniosła 4,6 cm, źródło tego błędu systematycznego nie zostało określone.
Niwelacja hydrodynamiczna znalazła zastosowanie w systemach pomiarowych przeznaczonych do wyznaczania osiadań obiektów przemysłowych. 
W tym przypadku niwelacji posiadamy stacjonarny system w którym ruch wody jest wymuszony. Prędkość jaka jest nadawana cieczy w takim systemie jest rzędu 1–3 mm na minutę. Opierając się na zasadach rządzących hydrodynamiką można w sposób analityczny wyznaczyć różnice ubytków wody między poszczególnymi naczyniami.
Można wyróżnić dwa przykłady sposobów stabilizacji takiego systemu: zamknięty i otwarty.
Możliwości takich systemów szacowane są na około od 0,05 do 1,2 mm.

## System o przepływie wymuszonym
System składa się ze zbiornika cieczy o średnicy 150 mm, wyposażonego w system odczytowy i mechanizm podnoszenia, który podnosi zbiornik z prędkością 2mm / min. Zbiornik jest połączony przewodami cieczowymi z innymi naczyniami o średnicy 30 mm. W każdym z tych naczyń znajduje się ostrze które podczas kontaktu z wodą wysyła sygnał. Sygnał powoduje zanotowanie z licznika wysokości poziomu wody w zbiorniku. Poziom wody jest odnoszony do momentu aż uzyska się sygnały ze wszystkich zbiorników. Natomiast jest następnie opuszczany aż do utracenia kontaktu wody z ostrzem w najniższym naczyniu.
Różnice wysokości pomiędzy zbiornikiem a konkretnym naczyniem określa następujący wzór:
{\displaystyle h_{0,i}={\frac {ct}{2}}(N_{i}-N_{0})+(N_{i}^{'}-N_{0}^{'})+\Delta z}
gdzie:
- c - wartość działki licznika w mm
- t - stała systemu
- N - odczyt ruchu w górę
- N' - odczyt ruchu w dół
- Δz - poprawka dynamiczna